# Lunar Prospector
Lunar Prospector (etwa: „Monduntersucher“) war eine US-amerikanische Raumsonde, die von 1998 bis 1999 den Mond erforschte.

## Mission
Nach den Ergebnissen der Mission Clementine war das Ziel von Lunar Prospector klar: Nachweis von Wassereis an den Polen des Mondes.
Lunar Prospector wog rund 300 Kilogramm und wurde mit einer Athena-II-Rakete gestartet. Die Mission kostete nur 62,8 Millionen US-Dollar; davon entfielen 34 Millionen Dollar auf die Sonde und 25 Millionen Dollar auf die Trägerrakete. Der Orbiter war mit sechs wissenschaftlichen Experimenten bestückt. Als besondere „Fracht“ trug er eine Kapsel von der Größe eines Lippenstifts mit ein paar Gramm der Asche des 1997 verunglückten Astronomen Eugene Shoemaker. Nach Ende der Mission war für die Sonde ein Aufschlag auf den Mond vorgesehen, bei dem sie zerstört werden würde. Dabei sollte möglichst Wassereis freigesetzt werden.

## Verlauf
- Lunar Prospector startete am 6. Januar 1998.
- Die Sonde erreichte am 11. Januar 1998 eine polare Umlaufbahn um den Mond.
- Die Mission endete durch Einschlag der Sonde auf den Mond am 31. Juli 1999.

## Ergebnisse
Lunar Prospector gelang der relativ sichere Nachweis von Wassereis auf dem Mond durch Neutronenspektroskopie. Es handelt sich dabei um circa vier Milliarden Tonnen auf dem Mondnordpol und circa zwei Milliarden Tonnen auf dem Mondsüdpol. Das Eis liegt nicht frei, sondern ist mit dem Gestein vermischt. Allerdings konnte beim Einschlag von Lunar Prospector kein freigesetztes Eis beobachtet werden. Der Einschlag erfolgte in einem zu diesem Zeitpunkt noch unbenannten Krater in der Nähe des lunaren Südpols. Für diesen Zielkrater wurde Shoemakers Name vorgeschlagen, die offizielle Benennung erfolgte im Jahr 2000, siehe Shoemaker (Mondkrater).
Die Sonde lieferte auch Daten für die Fertigung einer globalen Mondkarte des lunaren Schwerefelds, die es erlaubt, zukünftige Missionen sicherer und treibstoffsparender zu planen (siehe auch: Mascon).
Außerdem lieferte die Sonde mithilfe eines Gammastrahlen-Spektrometers eine Karte der Verbreitung von Thorium auf dem Mond. Dieses radioaktive Element ist ein potenzieller Nukleartreibstoff, was wichtig für künftige Mondmissionen sein könnte.

## Bildergalerie

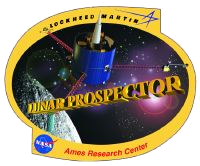
Logo der Mission
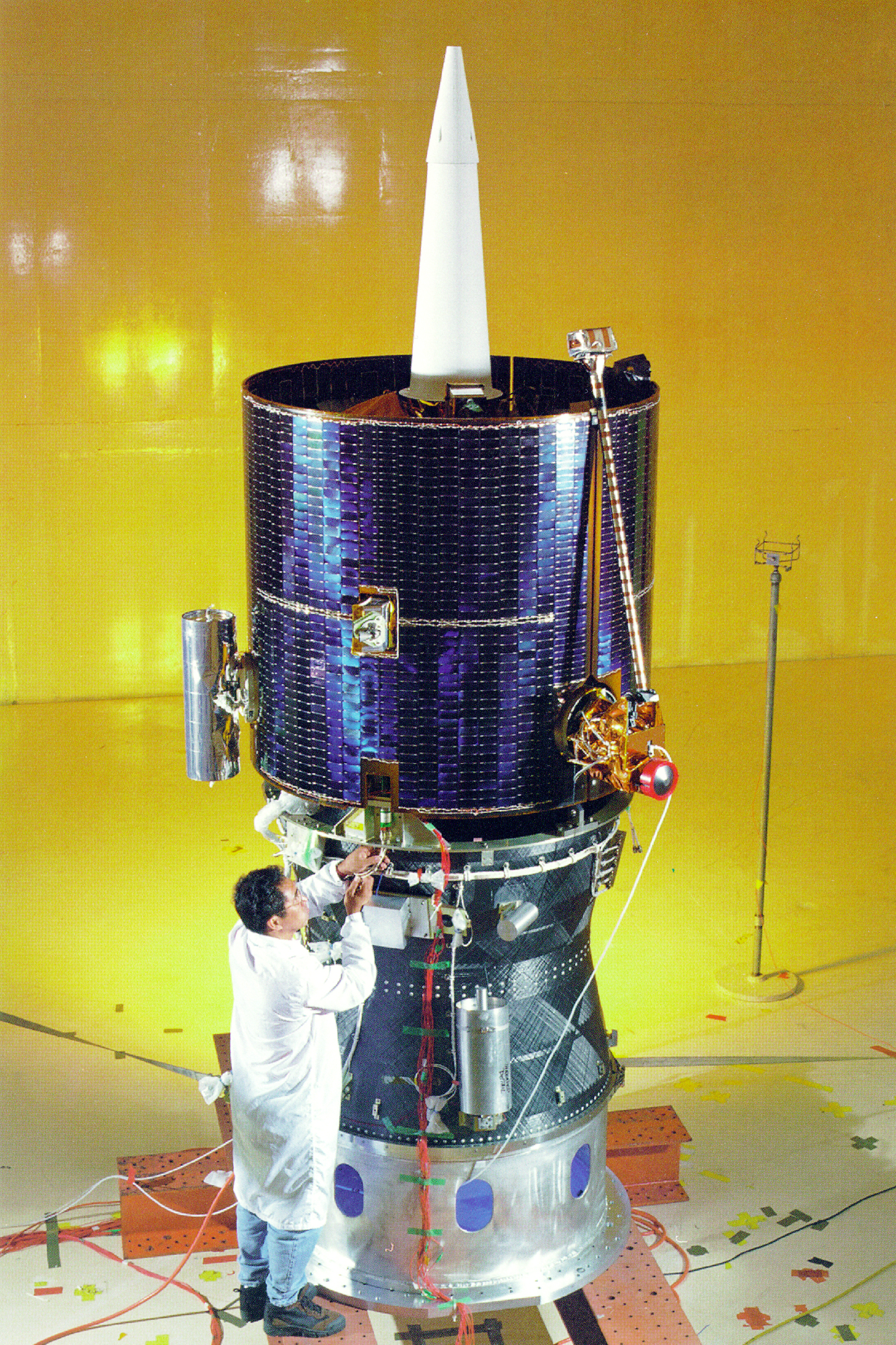
Lunar Prospector bei der Fertigung
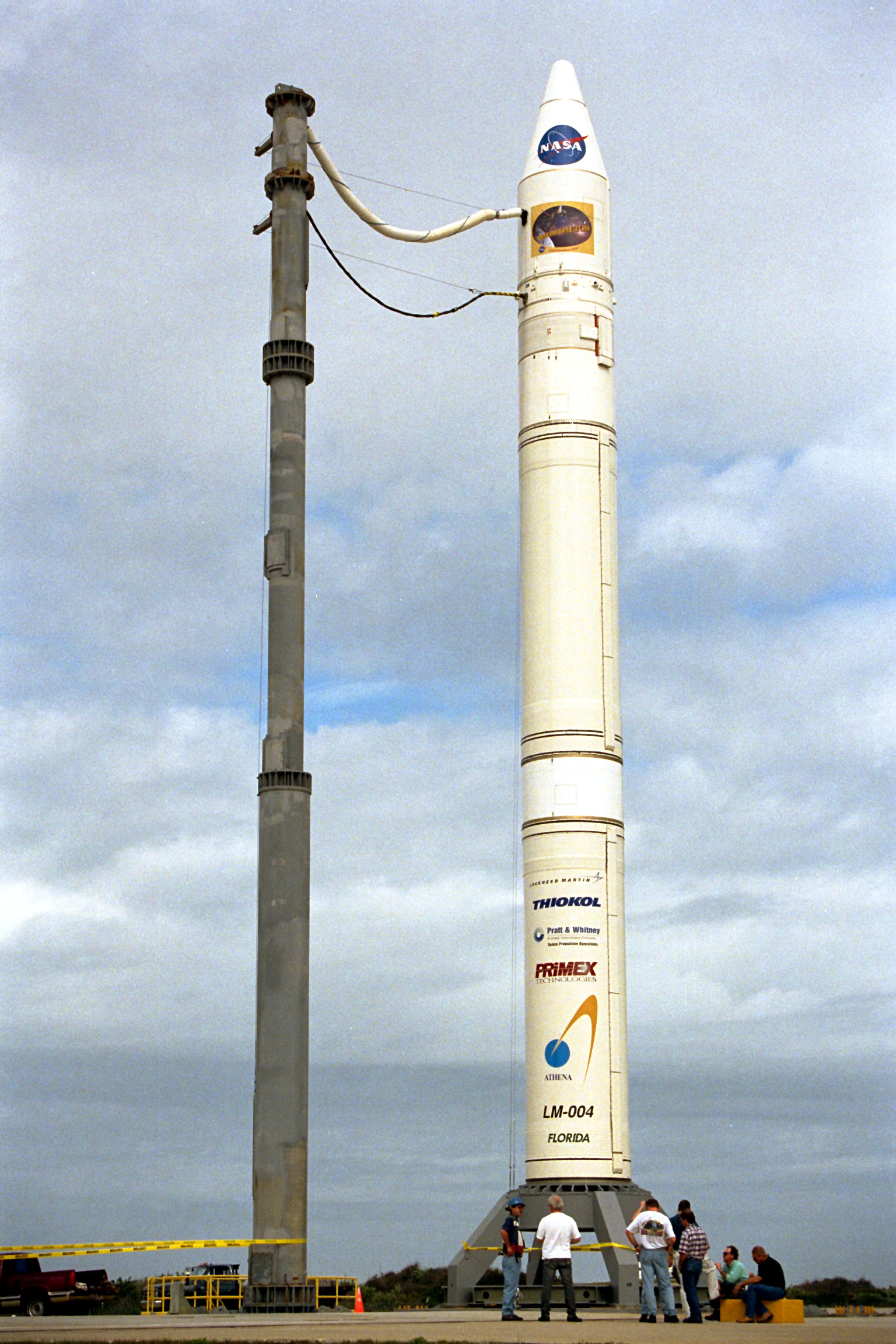
Athena-II bei den Startvorbereitungen
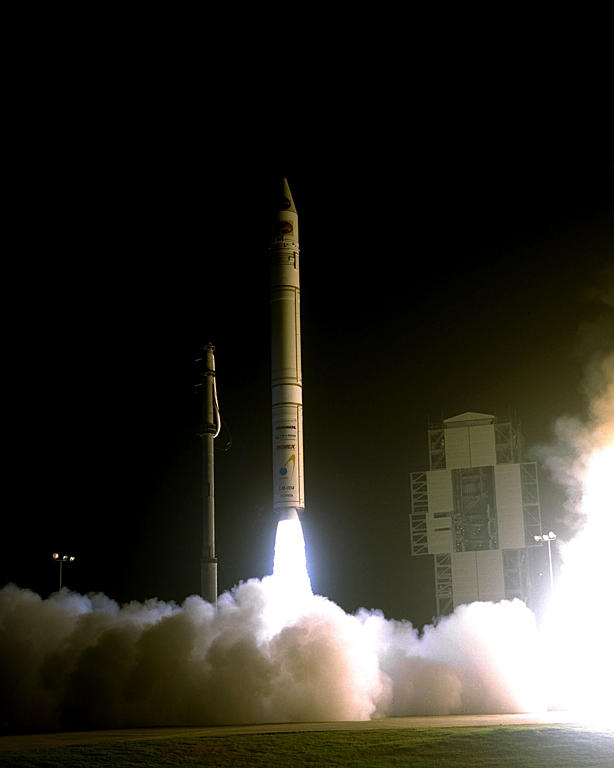
Start des Lunar Prospector
Animation des Hinwegs zum Mond
Animation des Orbits um den Mond